# Марциновский, Евгений Иванович
Евгений Иванович Марциновский (1874—1934) — российский и советский учёный паразитолог и инфекционист;  доктор медицины (1909), заслуженный деятель науки РСФСР (1934). Заложил научные основы борьбы с малярией в СССР.

## Биография
Родился 7 (19) марта 1874 года в Мстиславле Могилевской губернии в семье столоначальника полицейского управления Мстиславля Ивана Мамертовича Марциновского.
Учился в Смоленской гимназии. В октябре 1899 года окончил медицинский факультет Московского университета, на который поступил в 1894 году. Затем в течение 25 лет работал в больнице Императора Павла I (впоследствии — 4-й Градской) сначала врачом-бактериологом, а с 1902 года — прозектором и младшим ординатором при заразном отделении больницы. Одновременно в 1900—1904 годах был сверхштатным лаборантом Патолого-анатомического института; в 1908—1909 годах — ассистентом кафедры бактериологии медицинского факультета Московских высших женских курсов (МВЖК). Также читал бактериологию в частной зубоврачебной школе.
С февраля 1910 года — приват-доцент кафедры общей патологии медицинского факультета Московского университета; читал курс «Патогенные Protozoa и их роль в патологии человека». В 1911 году оставил университет в знак протеста против политики министра народного просвещения Л. А. Кассо. В 1911–1913 годах вновь работал на МВЖК. Затем участвовал в Первой мировой войне, занимаясь в 1914–1917 годах организацией медотрядов по борьбе с инфекционными заболеваниями на фронте, находясь на Кавказском фронте, изучал тропические болезни, лихорадку паппатачи, денге, мальтийскую лихорадку и др. Длительное время работал в составе Кавказского бактериологического отряда В. А. Барыкина. После Октябрьской революции в 1917–1919 годах состоял директором Центрального бактериологического института в Москве. В 1920 году организовал Тропический институт Наркомздрава, директором которого был до конца жизни; с 1934 года институт носит его имя — Институт медицинской паразитологии и тропической медицины им. Е. И. Марциновского (ныне — Институт медицинской паразитологии, тропических и трансмиссивных заболеваний им. Е. И. Марциновского Сеченовского университета).
С 1932 года председатель учёного совета Наркомздрава РСФСР и Международной малярийной комиссии Лиги наций. Являлся депутатом Моссовета нескольких созывов.
Жил в Москве в Большом Воздвиженском переулке; на Павловской улице, 25 (в здании больницы); на Большой Тульской улице, 77а; на Варшавском шоссе, 5. Умер 25 июля 1934 года в Москве. Похоронен в Москве на новом Донском кладбище.
Основные труды касаются проблем паразитологии, эпидемиологии, изучению инвазионных болезней. В 1904 году совместно с С. Богровым установил природу возбудителя кожного лейшманиоза. Множество его работ было посвящено клинике и эпидемиологии малярии. Участвовал в создании широкой сети малярийных станций в СССР. Организатор и участник многих экспедициях по борьбе с малярией и другими заболеваниями.